# Apterichtus
Apterichtus – rodzaj ryb promieniopłetwych z podrodziny Ophichthinae w obrębie rodziny żmijakowatych (Ophichthidae).

## Rozmieszczenie geograficzne
Strefa tropikalna oceanów – Indo-Pacyfik i Ocean Atlantycki.

## Morfologia
Długość ciała do 80 cm; brak danych dotyczących masy ciała.

## Systematyka
Rodzaj zdefiniował w 1800 roku francuski przyrodnik Bernard Germain de Lacépède w publikacji własnego autorstwa poświęconej historii naturalnej ryb, jednak nazwa którą ukuł – Caecilia – okazała się młodszym homonimem rodzaju płazów który został opisany w 1758 roku przez Karola Linneusza, dlatego w 1806 roku francuski zoolog André Marie Constant Duméril w publikacji własnego autorstwa poświęconej systematyce zoologicznej, nadał rodzajowi ryb nową nazwę – Apterichtus. Gatunkiem typowym jest (oznaczenie monotypowe) A. caecus.

### Etymologia
- Caecilia: łac. caecilia rodzaj jaszczurki, prawdopodobnie ‘ślepy robak’, od caecus ‘robak’[14].
- Apterichtus (Apterichthys, Apterichtes): gr. przedrostek negatywny α- a- ‘bez’; πτερον pteron ‘płetwa’; ιχθυς ikhthus ‘ryba’[15].
- Typhlotes: gr. τυφλoτης tuphlotēs ‘ślepota’, od  τυφλος tuphlos ‘ślepy’[16].
- Branderius: Gustavus Brander (1720–1787), angielski przyrodnik[2].
- Ophisurapus (Ophisuraphis, Ophisurophis): gr. οφις ophis, οφεως opheōs ‘wąż’[17]; ουρα oura ‘ogon’[18]. Gatunek typowy (oznaczenie monotypowe): Ophisurapus gracilis Kaup, 1856.
- Verma: łac. vermis ‘robak’[11]. Gatunek typowy (oryginalne oznaczenie (również monotypowe)): Sphagebranchus kendalli Gilbert, 1891.

### Podział systematyczny
Do rodzaju należą następujące gatunki:

- Apterichtus anguiformis (Peters, 1877)
- Apterichtus ansp (Böhlke, 1968)
- Apterichtus australis McCosker & Randall, 2005
- Apterichtus caecus (Linnaeus, 1758)
- Apterichtus dunalailai McCosker & Hibino, 2015
- Apterichtus equatorialis (Myers & Wade, 1941)
- Apterichtus flavicaudus (Snyder, 1904)
- Apterichtus gracilis (Kaup, 1856)
- Apterichtus hatookai Hibino, Shibata & Kimura, 2014
- Apterichtus jeffwilliamsi McCosker & Hibino, 2015
- Apterichtus kendalli (Gilbert, 1891)
- Apterichtus klazingai (Weber, 1913)
- Apterichtus malabar McCosker & Hibino, 2015
- Apterichtus monodi (Roux, 1966)
- Apterichtus moseri (Jordan & Snyder, 1901)
- Apterichtus mysi McCosker & Hibino, 2015
- Apterichtus nariculus McCosker & Hibino, 2015
- Apterichtus orientalis Machida & Ohta, 1994
- Apterichtus soyoae Hibino, 2018
- Apterichtus succinus Hibino, McCosker & Kimura, 2016